# Phyllogomphus bartolozzii
Phyllogomphus bartolozzii är en trollsländeart som beskrevs av Marconi et al. 2001. Phyllogomphus bartolozzii ingår i släktet Phyllogomphus och familjen flodtrollsländor. IUCN kategoriserar arten globalt som otillräckligt studerad. Inga underarter finns listade i Catalogue of Life.